# 세기보청기
세기스타(이하 세기보청기)는 대한민국 대구의 보청기전문 기업이다. 본사는 서울특별시 강남구에 위치해 두고 있다.

## 역사
- 1981년 7월 설립
- 1984년 12월 세기보청기 등록상표
- 1986년 2월 독일 ROBERT BOSCH GMBH社와 기술협약 체결
- 1989년 8월 보건사회부가 의료용구 제조허가 획득
- 1989년 10월 무역업 을류 허가
- 1991년 3월 세기보청기 마크 상표 등록
- 1991년 3월 세기스타, SEGI STAR 상표등록
- 1991년 7월 차세대 디지털형 보청기 개발
- 1992년 10월 스타키그룹와 합병
- 1993년 5월 차세대 디지털형 보청기 개발 성공
- 1994년 2월 일본 내쇼날社 보청기전용 배터리 공급협약 체결
- 1994년 8월 세기보청기의 TV광고 축음기편 방영시작
- 1994년 11월 세기보청기 최초의 TV광고 콩알편 방영시작
- 1994년 12월 무역업 갑류 허가
- 1995년 1월 세기보청기 자회사 세기통상 설립
- 1995년 2월 세기보청기의 건강용품의료기 전문매장 세기헬스마트 오픈 (대구 삼덕네거리 1호점 오픈)
- 1995년 3월 초소형 보청기 Compact 개발/보청기 업계최초로 Q마크 획득 (지정기관 한국전기전자시험연구원 품질보증 획득)
- 1995년 4월 보건의 날 국무총리상 수상/수출진흥 및 지역 발전상 수상 (대구광역시청)
- 1995년 10월 초소형 보청기 Top Star 개발
- 1996년 3월 업계최초로 ISO9002 인증 획득 (국제 품질 인증)
- 1996년 9월 세계 최초로 초소형 보청기 Top Star 개발 성공
- 1996년 11월 업계최초로 미국정부로부터 FDA 인증 획득
- 1997년 1월 업계최초로 대한민국 중소기업 우수제품마크 획득
- 1997년 3월 디지털형 보청기 챔프 개발
- 1997년 10월 업계최초로 유럽공동체 품질인증 CE마크 획득
- 1998년 5월 법인명은 세기스타㈜ 설립
- 1998년 7월 디지털형 보청기 챔프 개발 성공
- 1998년 11월 업계최초로 우수의료용구 제조업체 KGMP인증 획득
- 1999년 4월 의료용구 제조업 허가 획득(제711호)
- 1999년 12월 ISO9002 인증획득
- 2000년 5월 중소기업 우수제품마크 획득
- 2000년 8월 중소기업 기술혁신대전 대통령 표창수상
- 2000년 11월 우수의료용구 제조업체(KGMP)인증획득
- 2001년 8월 위생,안전품질(H.S.)인증 획득
- 2001년 11월 벤처기업 지정
- 2001년 12월 2002 FIFA 월드컵에 국내의 축구경기장 광고후원사 지정
- 2002년 12월 세기스타 JAPAN 설립/이희영 대표 보건복지 신지식인 선정
- 2006년 3월 본사를 대구에서 서울 강남로 이전 완료
- 2006년 10월 유럽공동체 CE0120 마크 인증획득/국제품질ISO9001 인증획득/국제의료기품질ISO13485 인증획득
- 2007년 9월 중소기업기술혁신대전 대통령표창 수상
- 2018년 3월 세기보청기 새로운 마크 상표 등록 (기존에 상표는 계속 사용)

## 논란
식약청, 무허가판매등 세기보청기 조사 사건
식품의약품안전청은 12일 국내 대형 보청기 제조회사인 ㈜세기보청기가 품목허가도 받지않은 보청기를 제조 판매한 혐의를 잡고 약사법 및 허위광고 위반 여부를 조사중이라고 밝혔다. 식약청에 따르면 세기보청기는 자사 제품인 '챔프' 를 품목 허가도 없이 만든 뒤 전국 지사망을 통해 대량 판매한 혐의를 받고있다. 식약청 조사결과 세기보청기는 '챔프' 품목허가를 작년 4월22일에 받았지만, 1999년 8월께부터 미리 판매해온 것으로 드러났다. 식약청은 또 세기보청기측이 '디지털 보청기'라고 선전해 온 챔프의 핵심 부품 입력신호가 디지털화 되지 않았다는 민원에 따라 허위 및 과대광고 혐의에 대해서도 조사중이다. 세기보청기측은 이에 대해 "챔프는 100% 디지털 보청기"이라며 "품목허가에 앞서 제품을 광고하는 것은 업계 관행"이라고 해명했다.

## 같이 보기
- 안동문화방송
- 포항문화방송
- 대구문화방송
- TBC
- KBS대구방송총국
- KBS안동방송국
- KBS포항방송국
- 학교법인 석암학원
  - 성주여자중학교
  - 성주여자고등학교
- 학교법인 유신학원(세기학원)
  - 대구예술대학교